# 張聯文
张联文（1895年—20世纪？）辽宁金州人，中华民国、满洲国政治人物。

## 生平
张联文早年毕业于辽阳警务学校。历任奉天税捐局局长、海龙县县长、庄河盐务场长。九一八事变后，他历任满洲国奉天省参议、奉天省总务厅人事科科长、文教部礼教司司长。 1937年7月任民生部参事官。 1939年2月任国务院恩赏局局长。后来他历任热河省省长、新京特别市市长。日本投降前，他调任总务厅参事官。1945年苏联红军占领热河省，他被苏联红军逮捕，押往伯力收容所，后事不详。

## 家庭
他是王永江的外甥，和王贤湋是姑表兄弟。